# Liste der Baudenkmäler in Grönland

Kommunen und Distrikte Grönlands

Die Liste der Baudenkmäler in Grönland umfasst alle geschützten Gebäude und Bereiche im zum Dänischen Königreich gehörigen Land Grönland.

## Arten von Baudenkmälern
Es wird zwischen folgenden Arten von Baudenkmälern unterschieden:
- denkmalgeschützte Gebäude (dänisch fredede bygninger): Gebäude werden vom Nationalmuseum unter Denkmalschutz gestellt. Dies geschieht mit Gebäuden, die durch ihre Architektur oder Historie einen wesentlichen Aspekt der grönländischen Geschichte repräsentieren. Jedwede Veränderung an denkmalgeschützten Gebäuden muss vom Nationalmuseum genehmigt werden.[1]
- denkmalwürdige Gebäude (dänisch fredningsværdige bygninger): Diese Kategorie existiert vor allem in der Kommune Kujalleq, bedingt auch in der Kommuneqarfik Sermersooq. Es handelt sich um erhaltenswürdige Gebäude, die die Kommune für derart bedeutend hält, dass ein Denkmalschutzantrag erwogen wird.[2]
- erhaltenswürdige Gebäude (dänisch bevaringsværdige bygninger): Erhaltenswürdige Gebäude demonstrieren die Geschichte nicht auf Landesebene, sondern bloß im kommunalen oder lokalen Bereich. Aus diesem Grund muss die Kommunalverwaltung für größere Änderungen an erhaltenswürdigen Gebäuden einbezogen werden. Der Begriff steht nicht im grönländischen Gesetz 11/2010: Inatsisartutlov om fredning og anden kulturarvsbeskyttelse af kulturminder (Inatsisartutgesetz über Denkmalschutz und andere Kulturerbsbeschützung von Kulturdenkmalen). Die Kategorie geht zurück auf das Nationalmuseum, das 1980 eine Liste interessanter alter Gebäude herausgab. 1990 wurden von der Regierung de gule bynotater (Die gelben Stadtnotizen) herausgegeben, die bevaringsværdige bygninger og bydele enthielten. Diese Listen sind beinahe deckungsgleich mit den heutzutage von den Kommunen in den Kommunalplänen offiziell eingetragenen erhaltenswürdigen Gebäuden.[1]
- besonders erhaltenswürdige Bereiche (dänisch særligt bevaringsværdige områder), auch §2-Bereiche (dänisch §2-områder): Diese Bereiche sind historisch und kulturell höchst bedeutende Bereiche einer Stadt oder Siedlung, die von der Kommunalverwaltung so unter besonderen Schutz gestellt werden können. Dies wird in §2 der Bekanntmachung 31/1991 om varetagelse af bevaringshensyn i kommuneplanlægningen (über Wahrnehmung von Erhaltungsberücksichtigung in der Kommunalplanung) festgelegt.[3]
- erhaltenswürdige Bereiche (dänisch bevaringsværdige områder), auch §3-Bereiche (dänisch §3-områder): Diese Bereiche sind weniger bedeutend und beinhalten meist Wohnbebauung aus den 1950er und 1960er Jahren. Der Umgang mit diesen Bereichen obliegt ebenfalls der Kommunalverwaltung, wie in §3 obiger Bekanntmachung bestimmt wird.[3]

In Igaliku sind die Gebäude durch das UNESCO-Weltkulturerbe geschützt. Der Ort bildet das Zentrum des Welterbes Kujataa.

## Architekturgeschichte Grönlands
Die grönländische Architektur durchlief im Laufe der Zeit naturgemäß verschiedenste Epochen.

### Vorzeit
Die ersten Kulturen, die vor etwa 4500 Jahren nach Grönland kamen, lebten in Fellzelten mit einem Mittelgang aus Stein. Die letzten dieser Kulturen verschwanden im frühen Mittelalter und im gleichen Zeitrahmen kamen im Jahr 985 die ersten Wikinger nach Grönland, die fortan das Volk der Grænlendingar bildeten und die damalige europäische Architektur nach Grönland brachten, woraus beispielsweise Kirchengebäude wie die Kirche von Brattahlíð oder die Kirche von Hvalsey entstanden. Die ersten echten Inuit, die im 13. Jahrhundert nach Grönland kamen, lebten nomadisch.
Um 1500 starben die Grænlendingar aus. Die Inuit begannen später in Torfhäusern zu wohnen, die im Laufe der Jahrhunderte verschiedene Ausprägungen zeigten. Im nördlichen Teil Grönlands wurden damals auch Walknochen in die Häuser verbaut.

### 18. und 19. Jahrhundert
1721 begann die Kolonialisierung Grönlands durch Dänemark-Norwegen. Es wurden Wohnhäuser für die Kolonialisten, Handelsgebäude und Kirchen u. ä. errichtet. Die Europäer brachten die damals üblichen Stockwerkbauten nach Grönland. Diese bestanden aus waagerecht übereinander gestapelten Holzstämmen, die somit massive Häuserwände entstehen ließen. Dieser Bautyp war bis in die erste Hälfte des 19. Jahrhunderts typisch für Grönland. Fast alle Stockwerkhäuser, die je in Grönland errichtet wurden, existieren noch, nur etwa eine Handvoll fielen vor allem Bränden zum Opfer. Fünf der Stockwerkhäuser hatten zwei Etagen, alle anderen waren einstöckig.
Im 18. Jahrhundert lebten die Grönländer meist in Torfmauerhäusern für eine oder mehrere Familien, deren Wände aus groben Steinen bestanden, die mit Torf versiegelt wurden. Die Gebäude waren meist in Böschungen gebaut. Die Dächer waren mit Tierhaut auf Treibholz bedeckt, worauf ebenfalls Steine und Torf platziert wurden. Der Eingang dieser Bauten war eine Art tiefgelegener Tunnelgang. Zu Beginn des 19. Jahrhunderts begann die europäische Architektur Einfluss zu nehmen auf die Torfmauerhäuser, die nun Glasfenster bekamen sowie Windfänge statt der Eingangstunnel. Später wurden die Torfmauern von innen um eine feste Stein- oder Holzwand ergänzt und schließlich bekamen sich Satteldächer.
Anders Olsen, der um 1780 die Anfänge der neuzeitlichen Landwirtschaft in Grönland begründete, ließ sich von den Bauten der Grænlendingar, deren Ruinen sich in Südgrönland finden lassen, inspirieren. Anfangs bestanden sie aus Erde, Stein und Treibholz, später dominierte Stein als Baumaterial. Diese Steinhäuser wurden ein wichtiger Teil der grönländischen Architekturgeschichte. Die Gebäude hatten durchgehende Steinwände, in denen sich Holzstücke befanden, in denen das Dach verankert war.
Ein weiterer bedeutender Teil waren die Fachwerkbauten. Sie tauchten erstmals bereits im 18. Jahrhundert auf. 1836 wurde schließlich ein neuer Typ eingeführt, bei dem noch Torfmauern von außen am Gebäude angebracht waren. In den 1880er Jahren wurde schließlich der Typ der Fachwerkbauten mit Bretterverkleidung eingeführt. Dieser ersetzte schließlich auch die letzten Stockwerkhäuser. Die Gebäude bestanden aus einem Holzskelett, das von außen mit senkrechten Holzbrettern verkleidet wurde.

### 20. Jahrhundert
Neben den Fachwerkbauten wurden ab dem Ende der 1920er Jahre auch noch einmal verbesserte Steingebäude aus Granit errichtet.
Ab dem frühen 20. Jahrhundert wurden auch erstmals Gebäude von Architekten entworfen. Dominierend waren in dieser Zeit vor allem landesweit die Dänen Helge Bojsen-Møller und Peter Anton Cortsen sowie der Grönländer Pavia Høegh vor allem in Südgrönland und Carl C. Hansen in Nuuk. Nach dem Zweiten Weltkrieg wurden Wohnhäuser entweder von den Bewohnern selbst errichtet, was sich häufig in ihrem geringen architektonischen Wert zeigt, oder es entstanden Typhausgebiete, die meist vom Architekturbüro von Grønlands Tekniske Organisation entworfen worden und sich durch eine Reihe baugleicher Gebäude in regelmäßiger Anordnung in einer Straße auszeichnen. Diese Gebäude dienten dem Bereitstellen von Wohnraum für die stark wachsende Bevölkerung in den 1950er und 1960er Jahren. Zudem wurden in dieser Zeit die ersten Reihen- und Hochhäuser sowie Wohnblocks errichtet, vor allem in Nuuk.
Hervorzuheben ist zudem die Architektur in Igaliku. Hier dominierten von Anfang an die Steinhäuser, mit denen Anders Olsen begonnen hatte. Sie hatten glatte Außenwände, aber wegen der Unterschiedlichkeit der Steine dadurch ungeordnete Innenwände. Diese wurden dadurch um Holzwände ergänzt und die entstandenen Zwischenräume wurden mit Moos, Heu oder Tang gestopft. Die Dächer der einstöckigen Gebäude waren flach und mit Torf und Gras bedeckt. Ab den 1930ern wurden die Gebäude aus gegossenen Mauern aus Beton, Sand oder Kies errichtet. Anschließend wurden sie von außen verputzt. Von innen wurden weiterhin Holzwände eingebaut und isolierendes Material in die Hohlräume getan. Die Dächer wurden nun höher gebaut und es entstanden Dachgeschosse. Teils kommen beide Wandkonstruktionsmethoden zusammen in einem Gebäude vor.

## Liste
Aufgrund des Umfangs ist die Liste unterteilt in Unterlisten:
- Liste der Baudenkmäler in der Avannaata Kommunia
- Liste der Baudenkmäler in der Kommune Qeqertalik
- Liste der Baudenkmäler in der Qeqqata Kommunia
- Liste der Baudenkmäler in der Kommuneqarfik Sermersooq
- Liste der Baudenkmäler in der Kommune Kujalleq